# Ŭnjŏng
Ŭnjŏng (kor. 은정구역, Ŭnjŏng-guyŏk) – jedna z 19 dzielnic stolicy Korei Północnej, Pjongjangu. Znajduje się w północnej części miasta. W 2008 roku liczyła 47 569 mieszkańców. Składa się z 4 osiedli (kor. dong). Graniczy z dzielnicami Ryongsŏng od południowego zachodu, Samsŏk od południowego wschodu i z miastem P’yŏngsŏng od północy. Przez dzielnicę przebiega łącząca Pjongjang i specjalną strefę ekonomiczną Rasŏn najdłuższa, 819-kilometrowa linia kolejowa P’yŏngna.

## Historia
Do 1995 roku część miasta P’yŏngsŏng (prowincja P’yŏngan Południowy). Wówczas dzielnica Ŭnjŏng została przeniesiona w granice administracyjne Pjongjangu.

## Podział administracyjny dzielnicy
W skład dzielnicy wchodzą następujące jednostki administracyjne:
| Nazwa jednostki administracyjnej | Rodzaj jednostki administracyjnej | Chosŏn’gŭl |
| -------------------------------- | --------------------------------- | ---------- |
| Kwahak-dong                      | osiedle                           | 과학1동    |
| Kwahak-dong                      | osiedle                           | 과학2동    |
| Paesan-dong                      | osiedle                           | 배산동     |
| Kwangmyŏng-dong                  | osiedle                           | 광명동     |